# 平井聖
平井 聖（ひらい きよし、1929年7月10日 - ）は、日本の建築史家。専門は、日本建築史、特に住宅史。東京工業大学名誉教授。第7代昭和女子大学学長。

## 略歴
東京都生まれ。1952年、東京工業大学工学部建築学科卒業、同大学助手。1962年、「日本近世住宅に於ける殿舎平面と配置に関する研究」で工学博士。1963年、助教授、1974年、教授。1993年、定年退官、名誉教授。1969年多摩美術大学建築科で教えた。
昭和女子大学教授。2002-2020年、冬夏会会長。2003-2007年、昭和女子大学学長兼大学院委員長。福井県立歴史博物館館長。NHK大河ドラマの建築考証を1993年『炎立つ』から現在まで務めている。2009年、瑞宝中綬章を受勲。

## 親族
妹の吉野篤子はハーピストで、その長女は吉野直子。

## 著書
- 『日本の近世住宅』鹿島研究所出版会 SD選書 1968
- 『屋根の歴史』東洋経済新報社、1973
- 『日本住宅の歴史』日本放送出版協会 NHKブックス、1974
- 『図説日本住宅の歴史』学芸出版社、1980
- 『日本人のすまい』市ケ谷出版社、1988
- 『住生活史 日本人の住まいと生活』放送大学、1989
- 『生活文化史 日本人の生活と住まい』放送大学、1994
- 『「猫の家」その前と後 『吾輩は猫である』を住生活史からみると』昭和女子大学近代文化研究所、2008 ブックレット近代文化研究叢書
- 『日本人の住まいと住まい方』放送大学叢書、左右社、2013

## 共編著
- 『日本の城』河東義之共著.金園社、1969 カラー版実用百科選書
- 『中井家文書の研究』全10巻 共著 中央公論美術出版、1976-85
- 『日本城郭大系』全18巻別巻3 共編 新人物往来社、1979-81
- 『日本美を語る 第10巻 佳所薄明 御所・離宮・茶室』杉本秀太郎共編 ぎょうせい、1989
- 『日本建築の鑑賞基礎知識 書院造から現代住宅まで』鈴木解雄共著 至文堂、1990
- 『都市の住まい』本間博文共編著 放送大学、1992
- 『図説日本の名城』小室栄一共編 斎藤政秋写真 河出書房新社、1994
- 『よみがえる白石城 名高き「伊達の先陣」片倉氏十一代が守護した堅城』我妻建治、八木清勝共著 碧水社、1995
- 『泥絵で見る大名屋敷』監修・執筆 浅野伸子執筆 学習研究社、2004

その他城郭関係の監修多数